# 박삼래
박삼래(1951년 1월 13일 ~ )는 대한민국의 정치인이다. 제38대 인제군수를 역임했다.

## 학력
- 인제국민학교 (졸업)
- 인제중학교 (졸업)
- 인제농업고등학교 (졸업)
- 한림성심대학교 (행정과 / 학사)

## 역대 선거 결과
|  | 39.02% |

|  | 44.27% |

|  | 47.97% |

|  | 54.40% |

|  | 44.21% |